# رود خاسین
رود خاسین (روسی: Хасын) یک رودخانه در استان ماگادان کشور روسیه است.